# Апшинец (озеро)
Апшине́ц (другое название Трояска) (укр. Апшинець) — высокогорное озеро ледникового происхождения в Раховском районе Закарпатской области Украины. Одно из самых известных каровых озёр Закарпатья. Площадь поверхности — 0,012 км².
Расположено на северо-восточном склоне массива Свидовец, на восток от горы Трояска, на высоте 1487 м над уровнем моря. Длина — 126 м, ширина — 100 м, площадь 1,2 га. Глубина озера — до 3,3 м. Котловина удлиненной формы с невысоким мореным валом. Юго-западная часть озера занята осоково-сфагновым болотом. Питается преимущественно водами ручья, который впадает в западную часть озера. Из озера вытекает река Апшинец, приток Чёрной Тисы.
Вода в озере — чистая, прозрачная, холодная, её температура в июне +10 °C — +13 °C. Зимой замерзает. Дно ровное, илистое, возле берегов случаются валуны. Из растений распространенные: осока, сфагновые мхи, фауна представлена отдельными видами микроскопических ракообразных.
Озера Апшинец входит в Апшинецкий заказник.